# När hela världen ser på
När hela världen ser på släpptes den 10 maj 1998  och är ett studioalbum av den svenska pop- och contrysångerskan Jill Johnson. Albumet nådde som högst 37:e plats på den svenska albumlistan.

## Låtlista
1. När hela världen ser på - 4:30
2. Kärleken är - 3:00
3. Jag har havet ett stenkast ifrån mig - 3:46
4. Det här är mitt hem - 2:53
5. Vart jag än går - 3:42
6. Vi brinner - 3:10
7. Hennes ögon - 3:04
8. Låt mig få vila i dig - 4:02
9. För att - 3:36
10. Halvvägs till himlen - 3:30
11. Som en båt på öppet hav - 4:58
12. Eternal Love (Kärleken är) - 3:00

## Medverkande
- Erik Bernholm - gitarr, klaviatur
- Björn Höglund - trummor, slagverk
- Mats Tärnfors - klaviatur
- Håkan Werner - orgel

## Listplaceringar
| Lista (1998) | Topplacering |
| ------------ | ------------ |
| Sverige      | 37 .         |

### Fotnoter
1. 1 2  Jill Johnsons diskografi - När hela världen ser på Arkiverad 13 augusti 2010 hämtat från the Wayback Machine.
2. ↑  Placering på den svenska albumlistan